# Roger Masson
Pour les articles homonymes, voir Masson.
Roger Masson, né le 1er juillet 1894 à Zurich et mort le 19 octobre 1967 à Lausanne, est un officier de l'armée suisse.
Il crée le service de renseignement militaire suisse et le dirige de 1936 à 1946.

## Biographie

### Origines et famille
Roger Masson naît le 1er juillet 1894 à Zurich. Il est originaire de Veytaux, dans le canton de Vaud. Il est le fils de Jules Auguste Masson, un directeur commercial, et d'Eugénie Jeanneret. En 1925, Il épouse Georgette Nydegger, fille d'un professeur.

### Études, carrière militaire et activités professionnelles
Roger Masson fait des études de sciences militaires à l'École polytechnique fédérale de Zurich et suit de 1928 à 1930 des cours à l'École supérieure de guerre à Paris.
Il s'engage au sein de l'armée dès la fin de ses études et gravit rapidement les échelons dans l’Entre-deux-guerres (officier instructeur d'infanterie en 1927), jusqu’à obtenir le grade de colonel-brigadier et devenir membre de l’état-major en 1927.
En 1931, il devient corédacteur puis rédacteur de la « Revue militaire suisse », poste qu’il occupe jusqu’à sa mort. En 1935, il devient chargé de cours à l'École polytechnique fédérale de Lausanne. En 1936, il est nommé commandant du service de renseignement militaire suisse.

### Seconde Guerre mondiale
Dès le début de la Seconde Guerre mondiale, Roger Masson a pour principale préoccupation de chercher et d'anticiper les intentions d'un adversaire éventuel, quel que soit son camp, envers la Suisse. Rattaché à l'État-major de l'armée suisse, son service de renseignement était chargé de fournir au commandant en chef, le général Guisan, toutes les informations nécessaires pour estimer le temps d'adaptation en vue de mobiliser l'armée en cas de menace d'attaque. Le service de contre-espionnage, qui était sous les ordres du colonel Robert Jaquillard, dépendait en théorie de celui de Masson.
En 1940, face au péril d'une invasion allemande de la suisse, Marcel Regamey envisagea de façon hypothétique un plan visant à établir un gouvernement d'urgence en faisant appel à des personnalités militaires comme Roger Masson,.[pertinence contestée]
Alors que le colonel suisse Arthur Fonjallaz était incarcéré depuis 1941 pour espionnage à la solde du Troisième Reich, Masson continue sa collaboration avec lui. À partir de 1942, Masson est informé des déportations vers les camps nazis notamment en mai lorsque le consul de suisse en poste à Cologne, François-Rodolphe de Weiss (de), lui adresse des photographies représentant la sortie de wagons allemands de cadavres de juifs qui ont été asphyxiés.
Les 8 septembre et 16-18 octobre de cette même année, Masson rencontre l’officier SS allemand Walter Schellenberg pour faire tomber les préventions de l'OKW envers son chef Guisan. Par la suite, l'officier suisse tente d'organiser une rencontre entre l'allemand et Allen Dulles, le chef de l'OSS.
En avril 1942, à la suite de l'évasion d'Henri Giraud de la Forteresse de Königstein, il accueille ce dernier en Suisse avant que le général français ne se rende à Vichy puis Alger,.
Le 3 et 12 mars 1943, Schellenberg se rend en Suisse pour rencontrer Masson dans le but de l'obliger en vain à faire taire les réseaux d'espions soviétiques. Jusqu'en 1944, Masson coordonne, via l'espion Rudolf Roessler qui travaille pour lui, la transmission de données capitales au réseau d'espionnage Radó pour le compte de Moscou,.

### Après-guerre
Après la guerre, Roger Masson fait l’objet d’une enquête administrative ordonnée par le Conseil fédéral après le discours à son encontre du chef du département militaire fédéral Karl Kobelt. Le juge fédéral Louis Couchepin, à qui est confiée l'enquête, conclut que l'officier a agi dans le meilleur intérêt du pays, qu'il avait pris des risques inutiles et aurait pu faire l’objet d’un chantage des Allemands mais a réglé la question de la neutralité. En 1946, il quitte le service des renseignements suisse en partie à cause de sa proximité avec ses homologues allemands.
En 1948, à la suite du Coup de Prague, il devient président du Comité suisse d'action civique, où siégeront les élites économiques, politiques et militaires suisses.
Dans un article datant de 1960 de la revue militaire suisse, Roger Masson imputera en parti la Grève générale de 1918 en Suisse à des juifs étrangers. En décembre 1961, il rédige l'unique article revenant sur l'affaire Schellenberg durant la guerre, justifiant sa prise de liaison avec le SS comme une relation du renseignement militaire étranger.

### Mort
Roger Masson meurt le 19 octobre 1967 à Lausanne, dans le canton de Vaud, à l'âge de 73 ans,.